# Father and Daughter (curtmetratge)
Father and Daughter és un curtmetratge d'animació neerlandès de 2000 escrit i dirigit per Michaël Dudok de Wit. Va guanyar l'Oscar al millor curtmetratge d'animació el 2001.

## Argument
Un pare s'acomiada de la seva filla petita i se'n va. De la mateixa manera com els amplis paisatges neerlandesos viuen les seves estacions, la noia viu a través de les seves i torna repetidament al lloc on es va despedir del seu pare, esperant la seva tornada. Es converteix en una dona jove, té una família i amb el temps es fa vella, però dins d'ella sempre hi ha un profund anhel pel seu pare. Al final de la pel·lícula, en el que sembla ser una seqüència de somnis, o potser el més enllà, es retroben.

## Premis
La pel·lícula va rebre més de 20 premis i 1 nominació i es considera la més reeixida de la sèrie d'obres de Dudok de Wit. També es va incloure a la Mostra d'Espectacles d'Animació.
- Premi BAFTA al millor curt d'animació (25 de febrer de 2001)[5]
- Oscar al millor curtmetratge d'animació (25 de març de 2001)[6]
- Gran Premi al Festival Mundial de Cinema d'Animació - Animafest Zagreb el 2002.[7]